# 2008年夏季残疾人奥林匹克运动会布隆迪代表团
2008年夏季残疾人奥林匹克运动会布隆迪代表团是布隆迪派出的2008年夏季残疾人奥林匹克运动会代表团。未获得奖牌。